# سولغالتش
سولغالتش (بالروسية: Солигалич) هي إحدى مدن روسيا في الكيان الفدرالي الروسي كوستروما أوبلاست.

## توأمة
لسولغالتش اتفاقيات توأمة مع:
- توتما